# Tom Thibodeau
Thomas "Tom" Joseph Thibodeau Jr. (Connecticut, 17 de janeiro de 1958) é um técnico norte-americano de basquete que é o treinador principal do New York Knicks da National Basketball Association (NBA).
Ele serviu como treinador assistente da Seleção Americana de 2013 a 2016 e ajudou a equipe dos EUA a ganhar uma medalha de ouro nos Jogos Olímpicos de 2016.
Como técnico defensivo, ele ajudou o Houston Rockets a se classificar entre as 5 melhores da liga em defesa de 2004 a 2007 e ajudou sua equipe a terminar no Top 10 da liga em defesa por 15 vezes.
Ele participou das Finais da NBA de 1999 como assistente técnico dos Knicks antes de ingressar no Boston Celtics, com quem venceu as Finais da NBA de 2008 e ajudou a guiá-los de volta às Finais da NBA de 2010, atuando como treinador de defesa. Em 2011, ele foi nomeado o Treinador do Ano da NBA após liderar o Chicago Bulls em uma temporada de 62 vitórias e ganharia o prêmio novamente em 2021, após levar os Knicks à sua primeira classificação para os playoffs em oito temporadas.

## Universidade e início da carreira de treinador
Thibodeau jogou basquete na Salem State College, atuando como capitão durante a temporada de 1980-81. Durante seu tempo com a equipe, Thibodeau ajudou Salem State a ser bicampeão de torneios nacionais da Divisão III (1980-81). Em 1980, Thibodeau ajudou Salem State a conquistar o título da liga e a primeira vaga no Torneio da NCAA.
Ao se formar, ele se tornou treinador assistente na universidade em 1981. Em 1984, aos 25 anos, ele se tornou o treinador principal da Salem State, após servir três anos como assistente. Uma temporada depois, ele se tornou treinador assistente na Universidade de Harvard, onde passou as quatro temporadas seguintes.
Enquanto era treinador na universidade, Thibodeau frequentou clínicas de treinamento e visitou os treinos de muitos dos melhores treinadores dos EUA, incluindo os treinadores do Hall da Fama, Bobby Knight, Rick Pitino, Hubie Brown, Gary Williams, Morgan Wootten e Jim Calhoun. Em 1987, Thibodeau fez amizade com Bill Musselman, um ex-técnico da NBA, ABA e NCAA que treinava o Albany Patroons da Continental Basketball Association. De acordo com o New York Times, "os treinos dos Patroons, a atenção aos detalhes, a eficiência e o grande número de sets ofensivos alimentaram o vício de Thibodeau".

## Carreira profissional
Depois de quatro anos em Harvard, ele entrou na NBA em 1989 como treinador assistente de Bill Musselman no Minnesota Timberwolves. Antes da temporada de 1991-92, ele se juntou ao Seattle SuperSonics como olheiro.

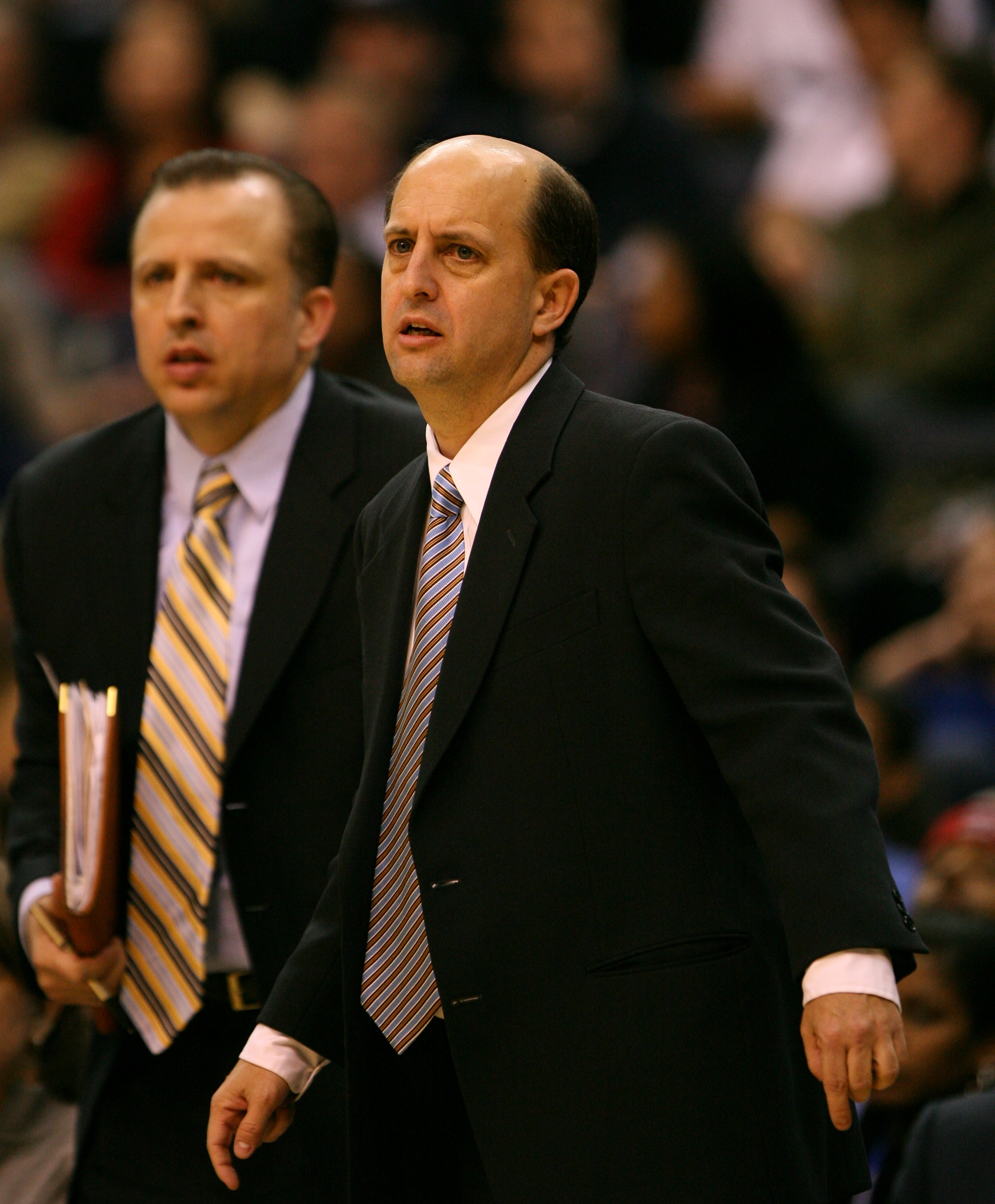
Thibodeau (à esquerda) como parte da equipe técnica do Houston Rockets com o então técnico Jeff Van Gundy

Thibodeau mudou-se para o San Antonio Spurs na temporada seguinte, onde trabalhou como assistente técnico de Jerry Tarkanian, Rex Hughes e John Lucas por duas temporadas. Após a temporada de 1993-94, ele deixou os Spurs junto com Lucas para ir para o Philadelphia 76ers. Após a temporada de 1995-96, ele novamente saiu simultaneamente com Lucas, desta vez ingressando no New York Knicks como assistente do técnico Jeff Van Gundy.
Durante seu tempo com os Knicks, ele ajudou a equipe a estabelecer um recorde da NBA ao deter 33 oponentes consecutivos com menos de 100 pontos na temporada de 2000-01. Ele passou sete anos com os Knicks antes de ingressar no Houston Rockets antes da temporada de 2003-04, onde novamente foi assistente do técnico Van Gundy, que descreveu Thibodeau como "brilhante".

### Boston Celtics (2007–2010)
Em 30 de agosto de 2007, Thibodeau foi contratado como assistente técnico do Boston Celtics, que esperava que sua contratação reforçasse sua defesa. Eventualmente, ele ajudou os Celtics a se tornar o melhor time defensivo da liga. Em 4 de novembro de 2007, Thibodeau tomou as funções de treinador principal contra o Toronto Raptors no lugar de Doc Rivers, que não pôde treinar devido à morte de seu pai naquele dia.
Durante os playoffs de 2008, houve rumores de que Thibodeau seria um candidato ao cargo de treinador principal no New York Knicks, para quem trabalhou como assistente técnico por sete anos, e no Chicago Bulls, mas ele não foi contratado por nenhum deles.
Thibodeau levou os Celtics à melhor classificação em várias categorias defensivas na temporada de 2007-08 e foi um fator chave na contenção de Kobe Bryant durante as finais de 2008.

### Chicago Bulls (2010–2015)
Em 2 de junho de 2010, Thibodeau foi entrevistado por funcionários do Chicago Bulls para o cargo vago de técnico. Em 23 de junho, ele foi confirmado como o treinador principal dos Bulls.
Thibodeau foi nomeado o Treinador do Ano da NBA em 1º de maio de 2011, depois de empatar o recorde de mais vitórias de um treinador principal novato com 62. Ele também levou os Bulls à sua primeira temporada de 50 vitórias e ao primeiro título da divisão desde a era Michael Jordan. Os Bulls perderam as finais da Conferência Leste para o Miami Heat.
Em 14 de fevereiro de 2012, Thibodeau conquistou a posição de treinador do All-Star Game pela Conferência Leste. Na época, os Bulls eram os primeiros na Conferência. Com uma vitória sobre o Orlando Magic em 19 de março de 2012, Thibodeau se tornou o treinador que mais rápido conquistou 100 vitórias na história da NBA. Ele conseguiu isso em 130 jogos, um jogo a menos do que o recorde estabelecido anteriormente por Avery Johnson em 2006. Thibodeau e os Bulls tiveram a melhor campanha da Conferência Leste e da liga. No Jogo 1 da série de primeira rodada contra o Philadelphia 76ers, Derrick Rose rasgou o ligamento cruzado anterior. Comentando sobre a decisão de Thibodeau de deixar Rose no jogo até o final, o gerente geral dos Bulls, Gar Forman, afirmou: "Não há absolutamente nenhum problema. É um jogo de playoff. Eles reduziram a vantagem (de 20) para 12. Tom é um excelente treinador que faz muitas coisas bem. Uma das melhores coisas que ele faz é dar ritmo à nossa equipe". Thibodeau terminou em segundo lugar na votação de Treinador do Ano da NBA de 2012, ele perdeu para Gregg Popovich do San Antonio Spurs. A temporada dos Bulls foi interrompida após uma derrota na série por 4–2 para os 76ers.
Rose perdeu toda a temporada de 2012-13, mas apesar disso, os Bulls terminaram com um recorde de 45-37, segundo lugar na Divisão Central (atrás do Indiana Pacers) e quinto em sua conferência. Eles derrotaram o Brooklyn Nets por 4-3 na primeira rodada dos playoffs e perderam para o Miami Heat por 4-1 na rodada seguinte. Em 13 de maio de 2013, Thibodeau foi multado em US$ 35.000 por defender seus jogadores, enquanto comentava sobre as faltas durante as semifinais da Conferência Leste contra o Miami Heat.
Thibodeau terminou em terceiro na votação de Treinador do Ano da NBA em 2014. Ele liderou a equipe do Bulls sem Derrick Rose, pelo segundo ano consecutivo, ao quarto melhor recorde da Conferência Leste. A temporada dos Bulls terminou com uma derrota na série para o Washington Wizards por 4-1.
A tensão entre os diretores dos Bulls e Thibodeau cresceu consideravelmente ao longo da temporada de 2014-15, que terminou com uma derrota em seis jogos para o Cleveland Cavaliers nas semifinais da Conferência Leste. Pouco depois, em 28 de maio de 2015, os Bulls decidiram tomar uma direção diferente e demitiram Thibodeau.

### Seleção Americana

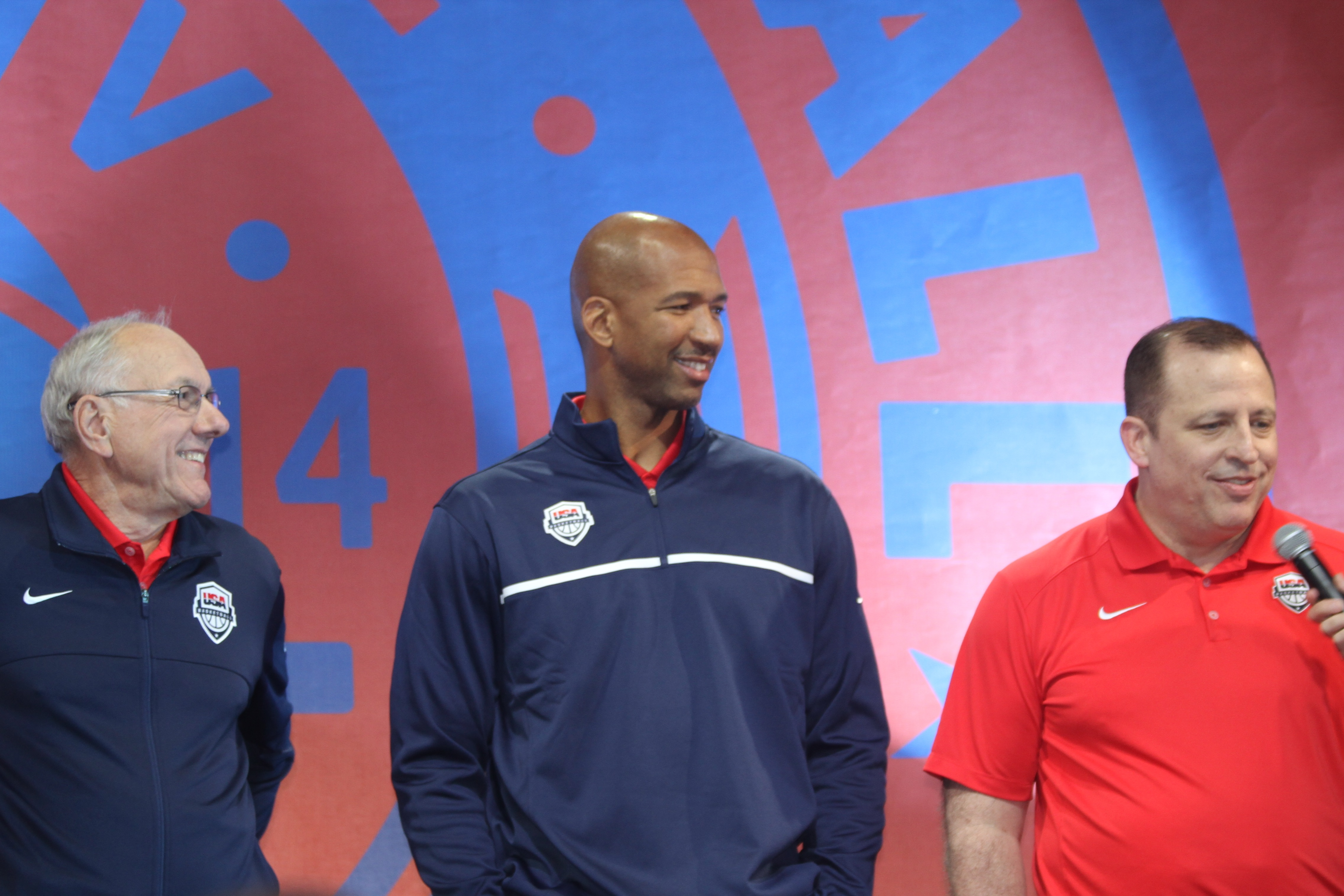
Da esquerda para a direita: Jim Boeheim, Monty Williams e Thibodeau. Eles serviram como assistentes da Seleção Americana na Copa do Mundo de Basquetebol Masculino de 2014.

Em 10 de junho de 2013, Thibodeau foi nomeado técnico assistente da Seleção Americana. Entre 2014-16, Thibodeau ajudou os EUA a atingir um recorde geral excelente de 26-0. Os EUA terminaram 9-0 e ganharam a medalha de ouro na Copa do Mundo de 2014 na Espanha. Dois anos depois, Thibodeau estava novamente na equipe técnica dos EUA e ajudou a liderar os EUA para o título olímpico de 2016 com os americanos alcançando um recorde de 8-0 e a medalha de ouro no Rio de Janeiro. Antes de ir para o Rio, a Seleção dos EUA registrou um recorde de 5-0 durante sua turnê nacional.
O técnico Mike Krzyzewski elogiou muito Thibodeau, que atuou como seu braço direito durante as vitórias. "Tom é um dos grandes treinadores deste planeta", disse Krzyzewski. "Para ser honesto, ele falou mais com a equipa do que eu".

### Minnesota Timberwolves (2016–2019)
Em 20 de abril de 2016, foi anunciado que o Minnesota Timberwolves contratou Thibodeau como treinador principal e presidente de operações de basquete. Em sua segunda temporada, os Timberwolves fizeram sua primeira aparição nos playoffs em 14 anos. Os Timberwolves tiveram uma pré-temporada tumultuada que envolveu a saída de Jimmy Butler. Thibodeau seria demitido dos Timberwolves após um período de regressão após o fim da seca dos playoffs.

### New York Knicks (2020–Presente)
Em 30 de julho de 2020, o New York Knicks anunciou Thibodeau como seu treinador principal. Na temporada de 2020-21, sua primeira como treinador principal dos Knicks, Thibodeau guiou a equipe à sua primeira aparição nos playoffs desde a temporada de 2012-13. Após a temporada, Thibodeau foi nomeado Treinador do Ano pela segunda vez em sua carreira.
Durante sua passagem por Nova York, Thibodeau foi amplamente creditado por devolver à franquia, que vinha com problemas recentemente, uma presença regular nos playoffs.

## Estatísticas

### Universidade
| Temporada                                                                            | Time        | Recorde | Conferência | Classificação | Pós-Temporada |
| ------------------------------------------------------------------------------------ | ----------- | ------- | ----------- | ------------- | ------------- |
| Salem State Vikings (Massachusetts State Collegiate Athletic Conference) (1984–1985) |             |         |             |               |               |
| 1984–85                                                                              | Salem State | 9–17    | 4–8         | 7th           |               |

### NBA
| Ano      | Time      | Temporada regular | Temporada regular | Temporada regular | Temporada regular | Temporada regular          | Playoffs | Playoffs | Playoffs | Playoffs | Playoffs                              |
| Ano      | Time      | J                 | V                 | D                 | %                 | Clasificação               | J        | V        | D        | %        | Resultado final                       |
| -------- | --------- | ----------------- | ----------------- | ----------------- | ----------------- | -------------------------- | -------- | -------- | -------- | -------- | ------------------------------------- |
| 2010–11  | Chicago   | 82                | 62                | 20                | .756              | 1ª na Divisão Central      | 16       | 9        | 7        | .563     | Perdeu nas Finais de Conferência      |
| 2011–12  | Chicago   | 66                | 50                | 16                | .758              | 1ª na Divisão Central      | 6        | 2        | 4        | .333     | Perdeu na Primeira Rodada             |
| 2012–13  | Chicago   | 82                | 45                | 37                | .549              | 2ª na Divisão Central      | 12       | 5        | 7        | .417     | Perdeu nas Semi-Finais de Conferência |
| 2013–14  | Chicago   | 82                | 48                | 34                | .585              | 2ª na Divisão Central      | 5        | 1        | 4        | .200     | Perdeu na Primeira Rodada             |
| 2014–15  | Chicago   | 82                | 50                | 32                | .610              | 2ª na Divisão Central      | 12       | 6        | 6        | .500     | Perdeu nas Semi-Finais de Conferência |
| 2016–17  | Minnesota | 82                | 31                | 51                | .378              | 5ª na Divisão Noroeste     | —        | —        | —        | —        | Não foi para os playoffs              |
| 2017–18  | Minnesota | 82                | 47                | 35                | .573              | 4ª na Divisão Noroeste     | 5        | 1        | 4        | .200     | Perdeu na Primeira Rodada             |
| 2018–19  | Minnesota | 40                | 19                | 21                | .475              | (demitido)                 | —        | —        | —        | —        | —                                     |
| 2020–21  | New York  | 72                | 41                | 31                | .569              | 3ª na Divisão do Atlântico | 5        | 1        | 4        | .200     | Perdeu na Primeira Rodada             |
| 2021–22  | New York  | 82                | 37                | 45                | .451              | 5ª na Divisão do Atlântico | —        | —        | —        | —        | Não foi para os playoffs              |
| 2022–23  | New York  | 82                | 47                | 35                | .573              | 3ª na Divisão do Atlântico | 11       | 6        | 5        | .545     | Perdeu nas Semi-Finais de Conferência |
| 2023–24  | New York  | 82                | 50                | 32                | .610              | 2ª na Divisão do Atlântico | 13       | 7        | 6        | .538     | Perdeu nas Semi-Finais de Conferência |
| Carreira | Carreira  | 916               | 527               | 389               | .573              |                            | 85       | 38       | 47       | .388     |                                       |

## Estilo como treinador
Nas últimas 15 temporadas, seja como técnico principal ou assistente, as equipes treinadas por Thibodeau têm uma porcentagem de vitórias de 64%. Em seus cinco anos como técnico dos Bulls, a franquia teve um recorde de 255-139 e liderou a liga em porcentagem de vitórias em jogos apertados com 62% (66-40).
Thibodeau foi comparado ao lendário técnico da NFL, Bill Belichick, por causa de sua atenção aos detalhes, organização e planejamento do jogo. “Thibodeau era meticulosamente organizado, quase assustadoramente organizado, e ele me lembrava Bill Belichick. Eu passei muito tempo com Belichick e Thibodeau tem muitos dos mesmos maneirismos, a mesma atenção aos detalhes que Belichick tem. E esse é o maior elogio que eu poderia fazer a alguém", disse Rick Pitino. "Thibodeau é muito semelhante a Bill Belichick se você for a um treino de Bill Belichick", disse o ex-jogador da NBA, Brian Scalabrine. “Cada pequeno detalhe de seu treino é discutido. Cada passe tem que ser costurado. Cada arremesso deve ser rápido e equilibrado”, disse Scalabrine.
Ele foi chamado de "um dos melhores treinadores da NBA", às vezes classificado entre os cinco melhores treinadores da liga entre os gerentes gerais da NBA. Ele foi classificado como o 13º melhor treinador em 2017 pela ESPN, apesar dos Timberwolves terem terminado fora da disputa dos playoffs.
Em janeiro de 2013, a ESPN elogiou o sistema defensivo de Thibodeau como "o auge da estratégia defensiva da equipe na NBA". No entanto, de acordo com um artigo do Boston Globe de 2010, "um dos muitos equívocos sobre Thibodeau é que ele é estritamente um especialista em defesa". Jeff Van Gundy contratou Thibodeau porque foi atraído por "seus conjuntos ofensivos inovadores" e "habilidades de desenvolvimento do jogador".

## Desenvolvimento de jogadores
Thibodeau foi descrito como um "treinador sério, mas a sua autenticidade pessoal e o sucesso das suas estratégias tornam-no querido pelos seus jogadores". De acordo com Kevin Garnett, que foi treinado por Thibodeau em Boston, ele é "um trabalhador e um cara que ama seu trabalho. Ele o faz com paixão". Thibodeau também ajudou a desenvolver um jovem Kobe Bryant. “Thibodeau foi crucial para o meu desenvolvimento. Ele estava comigo quando eu tinha 16 ou 17 anos”, disse Bryant em 2010. “Apenas fazendo exercícios e trabalhando no manuseio da bola e apenas me ensinando o jogo. Ele esteve lá desde o primeiro dia".
Em 2005, quando era assistente do Houston Rockets, Thibodeau começou a trabalhar com Yao Ming, viajando para a China para aprimorar as habilidades de Yao. De acordo com Jon Barry, um ex-jogador da NBA que trabalhou como assistente do Rockets, "Thibodeau era um eficaz professor de um-contra-um que passou incontáveis horas trabalhando com Yao Ming em seu jogo de pés". Além disso, o ex-técnico do Rockets, Jeff Van Gundy, elogiou Thibodeau pelo desenvolvimento de Ming: "Tom foi tremendo no desenvolvimento de uma rotina que Yao podia seguir - um plano para levá-lo de bom a ótimo”. Durante a temporada de 2004-05, Yao teve médias de 18,3 pontos e 8,4 rebotes. Na temporada seguinte, depois de trabalhar com Thibodeau, Yao teve médias de 22,3 pontos e 10,2 rebotes.
Vários ex-jogadores de Thibodeau o elogiaram por sua capacidade de desenvolver seu talento. De acordo com Joakim Noah, que foi treinado por Thibodeau e terminou em 4º lugar na votação de MVP com os Bulls em 2014, "sinto que realmente melhorei como jogador por causa dele".
Rose, que se tornou o mais jovem MVP da história da liga sob o comando de Thibodeau, também fez elogios semelhantes a seu ex-técnico, dizendo ao Detroit News: “Eu descobri que Thibs me amava incondicionalmente. Ele é o primeiro treinador que eu senti que me amava incondicionalmente e não era sobre o que eu fiz por ele".

## Vida pessoal
Nascido em New Britain, Connecticut, Tom é filho de Thomas Thibodeau Sr. e Ann M. Thibodeau e tem quatro irmãos (dois irmãos e duas irmãs). Ele se formou como bacharel em ciências e mestre em aconselhamento pela Universidade Estadual de Salem. Em 1998, ele foi introduzido no New Britain Sports Hall of Fame.

Thibodeau nunca foi casado. De acordo com um artigo de 2012 do New York Times, Thibodeau ficou noivo enquanto fazia pós-graduação na Universidade Estadual de Salem, mas cancelou o casamento um ou dois meses antes do casamento. O mesmo artigo destacou o foco obsessivo de Thibodeau no basquete como a razão pela qual ele nunca teve tempo ou atenção para ter uma vida pessoal, incluindo um casamento.